# Erebia freyeri
Erebia freyeri är en fjärilsart som beskrevs av Charles Oberthür 1909. Erebia freyeri ingår i släktet Erebia och familjen praktfjärilar. Inga underarter finns listade i Catalogue of Life.